# Tupi (Kaffeesorte)

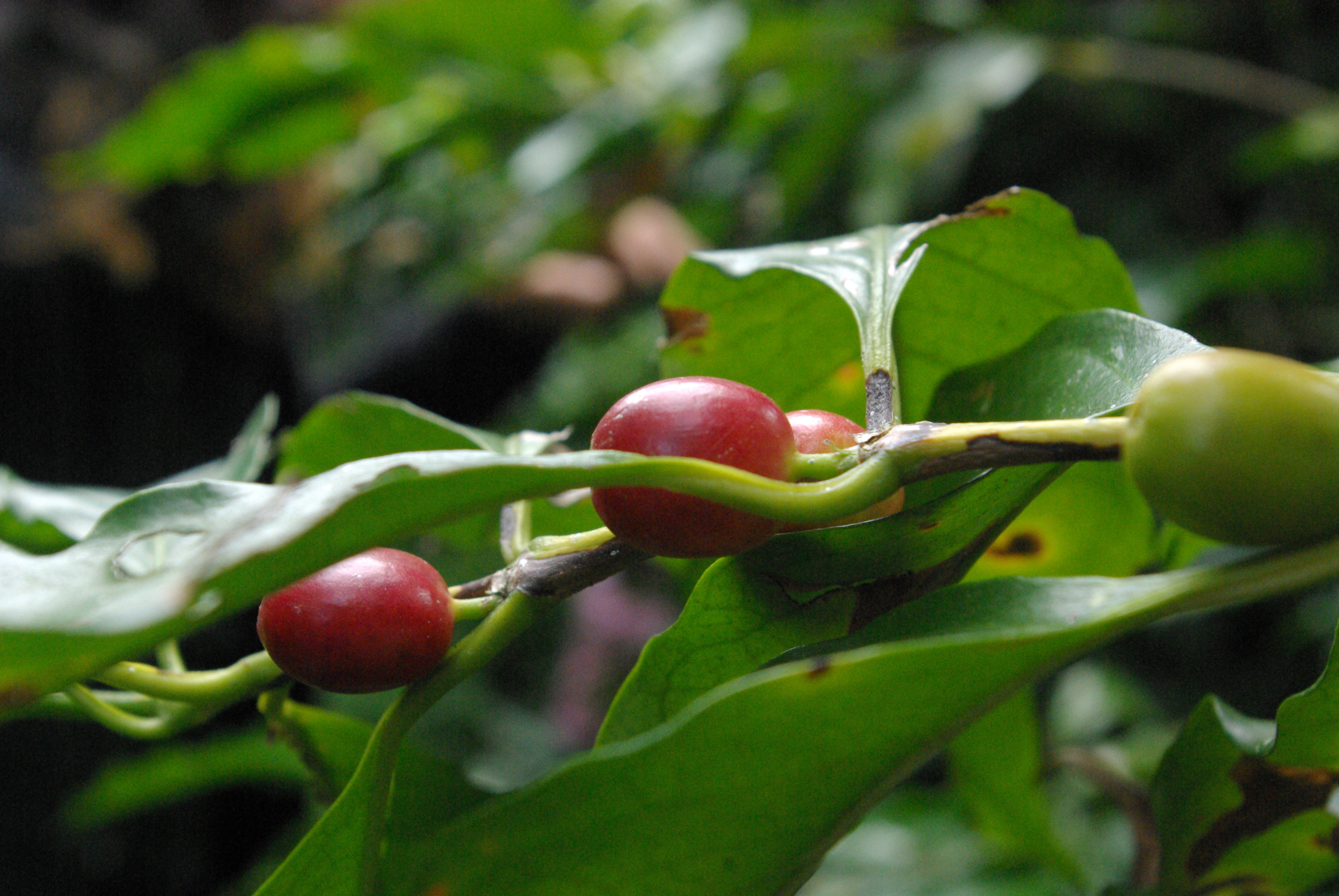
Tupi-Kaffee. Hier auf einer Höhe von 1.550 Metern in der Provinz Florida in Bolivien.

Tupi ist eine Arabica-Kaffeesorte, die in Brasilien aus einer Timor und einer Villa Sarchi gekreuzt wurde. Benannt wurde die Pflanze nach der indigenen Tupi-Sprache, die im heutigen Zuchtgebiet der Pflanze, entlang Brasiliens Küste, vor Ankunft der Portugiesen gesprochen wurde. Die Varietät Tupi gilt als resistent gegenüber dem Kaffeerost. Eine
Nematodenanfälligkeit ist reduziert, aber gegeben.

## Kultivierung und Ertrag
Es handelt sich um eine hochwachsende Sorte, die bei 2,00 bis 2,20 Meter Höhe kultiviert wird und mittlere Ertragsmengen von 500 bis 600 g Rohkaffee je Pflanze tragen. Tupi eignet sich für Bending-Methoden. Der Tupi hat ausladende Verästelungen und sollte deshalb mit einem Abstand von mindestens 1,20 Meter in der Reihe gepflanzt werden.

## In der Tasse (Cup Quality)
Die Qualität in der Tasse hat unter jeweils idealen Anbau-, Aufbereitungs- und Röstbedingungen das Potenzial zum sogenannten „Third Wave Coffee“ („Specialty Coffee“). Der Tupi weist je nach Anbauregion unterschiedliche Aromaprofile auf, die von Schokolade, Vanille, Tee, Rooibus, über fruchtige und florale Noten bis Pfirsich und Aprikose reichen können.